# 大納土納島

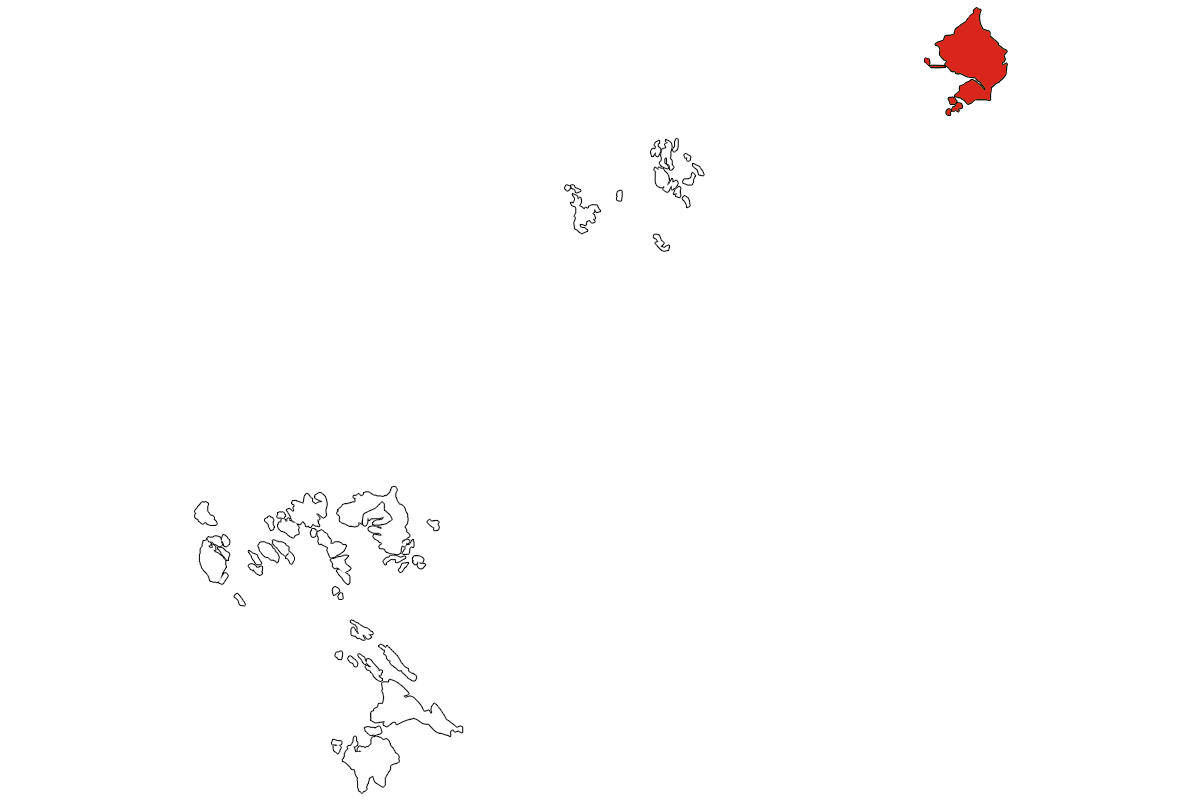
大納土納島在廖內省的位置

大納土納島是印度尼西亞的島嶼，屬於納土納群島的一部分，由廖內省負責管轄，面積1,720平方公里，最高點海拔高度1,035米，2010年人口約52,000。
3°56′52.930″N 108°12′45.306″E / 3.94803611°N 108.21258500°E